# Los Arcos
Los Arcos ist ein Ort am Jakobsweg im spanischsprachigen Teil der Autonomen Region Navarra.

## Geographie
Das Gemeindegebiet ist leicht hügelig aber größtenteils eben. Der Ort liegt am linken Ufer des Río Odrón, der das Gebiet mit Wasser versorgt und zum Ebro hin abfließt. Die Bodenbedingungen – flach, mergelhaltig, bewässert – und das mediterrane Klima begünstigen die Landwirtschaft. Die höchsten Erhebungen sind: Valdelaguardia (585 msnm), Lomba (562 msnm), El Carcal (500 msnm), Peñas Blancas (540 msnm).

## Geschichte
Los Arcos entstand wie viele Ortschaften der Gegend aus einem kleinen Viertel nahe einer Burg. Aus „Santa Olalla“ wurde im 11. Jahrhundert der heutige Ort. Sancho IV. Garcés von Navarra besiedelte den Ort wieder nach der Schlacht der drei Sanchos. Bei dieser Schlacht in Valdegón im Jahr 1067 standen navarresische und aragonesische Truppen kastilischen Truppen gegenüber. Nachdem Kastilien vernichtend geschlagen worden war, soll der König einen gespannten Bogen (spanisch: Arco) gestiftet und die Wiederbesiedlung des Ortes angeordnet haben.
1274 erlebte die Bevölkerung wieder eine kriegerische Auseinandersetzung und deren Folgen, als kastilische Truppen unter Don Fernando de la Cerda die Burg angriffen.
Im 15. Jahrhundert litt Los Arcos wieder unter Kriegsfolgen: Navarra spaltete sich zwischen Agramonteses, Parteigänger Johann II. von Aragón, und Beamonteses, Parteigänger des navarrischen Kronprinzen Carlos de Viana, der auf die Unterstützung Kastiliens zählen konnte. Los Arcos schlug sich auf die Seite der Agramonteses. Nachdem die Beamontes gesiegt hatten, kam am 7. Juli 1463 eine Delegation von Heinrich IV. von Kastilien nach Los Arcos und forderte Anerkennung und Treueeid auf den König.
1512 kam der Ort wie auch ganz Navarra zu Kastilien, als Ferdinand II. es seinem Herrschaftsbereich einverleibte.

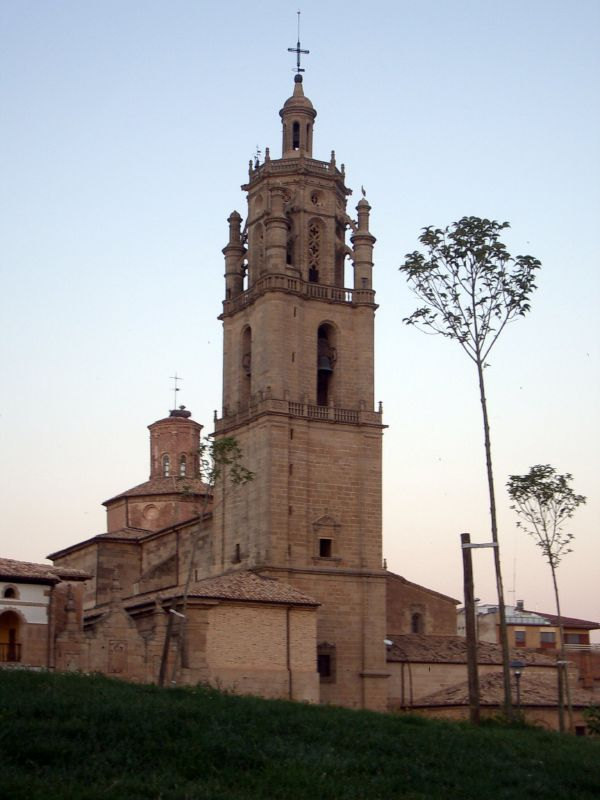
Kirche in Los Arcos

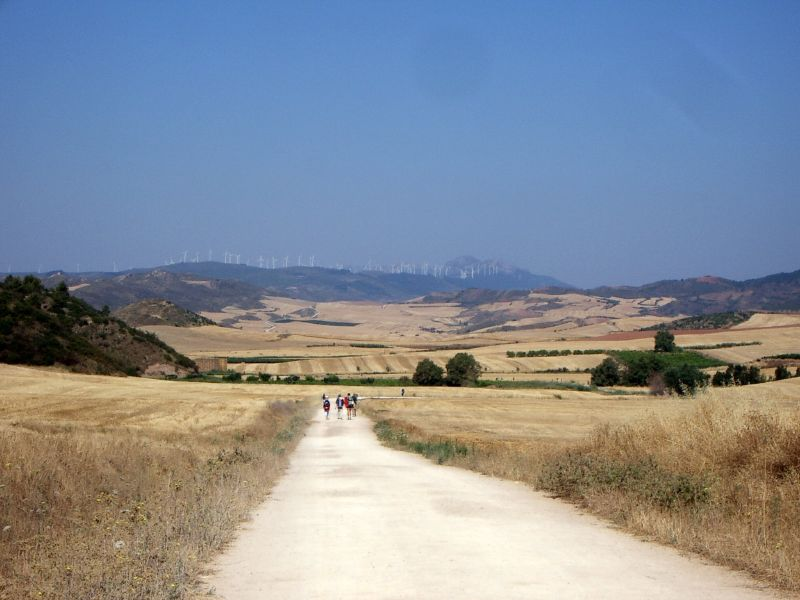
Landschaft um Los Arcos

1521 leistete Viana energischen Widerstand gegen die Franzosen und gab so den spanischen Truppen Zeit, sich bei Logroño wieder neu aufzustellen. Der Preis für den Widerstand war die Freigabe zur Plünderung durch die Franzosen nach Einnahme des Ortes. Als Dank für das Auflehnen gegen die französische Invasion erhielt Los Arcos nach dem Krieg das Recht, jeden Mittwoch einen Freimarkt abzuhalten.
1592 übernachtete Philipp II. in Los Arcos und ratifizierte das Fuero, das er 1571 zugestanden hatte. Bis ins 19. Jahrhundert widmete sich Los Arcos nun erfolgreich dem Weinbau und unterhielt gute Beziehungen zu Kastilien und Navarra.
Am 19. Dezember 1809 musste der napoleonische Coronell Belloc, der mit 800 Mann in Los Arcos übernachtet hatte, die Hügel vor dem Ort einnehmen, nachdem er von dort aus durch spanische Widerständler bekämpft wurde. Versorgt wurden die spanischen Kämpfer durch die Bürger von Los Arcos, aus deren Mitte sich auch Freiwillige den Widerstandsgruppen anschlossen. Vor diesem Hintergrund bescheinigte der navarrische Vizekönig dem Ort nach dem Krieg, eines der unbotmäßigsten und widerständigsten Dörfer gegen Napoleon gewesen zu sein. Der zuvor gezahlte Preis für diese Auszeichnung war unter anderem, dass 32 von 104 Freiwilligen den Tod im Unabhängigkeitskrieg gefunden hatten.
Am 11. Oktober 1833 trafen nahe Los Arcos, bei der Ermita de Santa Bárbara, erstmals die verfeindeten Truppen des ersten Carlistenkriegs aufeinander. Befehlshaber waren der Carlist Ladrón de Cegama und für das liberale Lager Lorenzo.

## Wirtschaft
Die Wirtschaft basiert hauptsächlich auf der Landwirtschaft mit mediterranen Produkten wie Wein und Oliven, darüber hinaus gibt es Weizen und Gerste. Während Weizen und Wein auch auf bewässerten Flächen zu finden sind, wird die Gerste vorwiegend im Trockenbau angebaut.
Verarbeitendes Gewerbe gibt es in den Bereichen Textil, Nahrungsmittel und Holzbearbeitung.
Im Südosten der Gemeinde befindet sich die im Juni 2010 fertiggestellte Rennstrecke Circuito de Navarra.

## Sehenswürdigkeiten
Auf dem Gemeindegebiet wurden Zeugnisse der römischen Epoche gefunden, über der Stadt befinden sich noch Reste der mittelalterlichen Burg. In der Calle Mayor gibt es mehrere Häuser, die mit erhaben gearbeiteten Familienwappen geschmückt sind. Am Eingang zur Plaza Mayor befindet sich das Portal de Castilla, es wurde im 17. Jahrhundert errichtet und zeigt die Waffen Philipp V.
Wichtigste Sehenswürdigkeit ist die Pfarrkirche Santa María. Ausgangspunkt für die heutige Kirche war eine romanische Kirche aus dem 12. Jahrhundert, die im Lauf der Jahrhunderte gotische, Renaissance-, barocke und neoklassizistische Um- und Anbauten erfahren hat. Die Kirche ist einschiffig, seitlich, in die Zwischenräume der Strebebögen, wurden Kapellen eingebaut. In der Nordfassade gibt es ein Portal im Platereskenstil, das 1591 errichtet und wie ein Altar gearbeitet wurde. Der Glockenturm zeigt gotische und Renaissanceelemente und wurde ebenfalls im 16. Jahrhundert fertiggestellt. An die Südfassade angeschlossen liegt der Kreuzgang, der im spätgotischen Flamboyantstil gestaltet wurde.

## Fiestas
- Patronatsfest: ab dem 14. August eine Woche
- Wallfahrten: San Gregorio am Pfingstmontag, San Vicente am 22. Januar (an diesem Tag werden vom Rathausbalkon Brot und Wein verteilt)